# Список халіфів Аббасидів
У статті подано список халіфів Держави Аббасидів

## Розквіт
- Абу-ль-Аббас ас-Саффах (750—754 рік) Під час хорасанських заворушень проти Омеядів налагодив відносини з Абу Муслімом і проголосив себе халіфом. Помер від натуральної віспи через чотири роки після сходження на престол.
- Абу Джафар аль-Мансур (754—775) Придушив осередки опору Омеядів в Іраку, заколот в Медині (762 рік) і домагання дядька Абдулли (774 рік). Засновник Багдада.
- Мухаммад аль-Махді (775—785) Здійснив реформу оподаткування. Особливу увагу приділяв боротьбі з зіндіками. Придушив повстання Муканни (776—783 рр.) І заколот Алідів в Хіджазі (785 рік).
- Муса аль-Хаді (785—786) Добровільно визнав владу свого брата Гаруна ар-Рашида, проте був отруєний власною матір'ю.
- Гарун ар-Рашид (785—786, 786—809) Перший період правління Гаруна ар-Рашида ознаменувався економічним і культурним розквітом. Стало розвиватися сільське господарство, ремесла, торгівля і культура. Він заснував у Багдаді університет і бібліотеку. Під час правління Гаруна ар-Рашида відбулися антиурядові повстання в Дейлемі, Сирії та інших областях халіфату.
- Мухаммад аль-Амін (809—813) Аль-Амін нехтував державними справами, вдавався до розваг, за що не користувався популярністю в народі. Вплутався в конфлікт з братом аль-Мамуном через престолонаслідування (третя фітна). Після облоги Багдада військами аль-Мамуна аль-Амін втік, але був схоплений і страчений.
- Абдуллах аль-Мамун (809—833) Притягнув до управління державою вчених і заснував в Багдаді Будинок Мудрості (Бейт аль-Хікма). Симпатизував мутазилитам і в 827 році офіційно визнав створеність Корану. У 831 році аль-Мамун зробив безуспішну спробу знайти скарби в Піраміді Хеопса.
- Ібрагім ібн аль-Махді (817—819) У 817 році жителі Багдада підняли повстання проти халіфа аль-Мамуна і проголосили халіфом Ібрагіма ібн аль-Махді. У 819 році після кількох місяців облоги аль-Мамун опанував Багдадом, а Ібрагім ібн аль-Махді втік.
- Мухаммад аль-Мутасім (833—842) Закінчив кампанію проти візантійців і повернувся в Багдад. Восени 835 року аль-Мутасим переніс столицю халіфату з Багдада до Самарру. Придушив повстання Бабека в Азербайджані.
- Харун аль-Ватік (842—847) Під час його правління активізувалася міхна. У Багдаді, Самаррі та Басрі найбільший вплив серед придворних теологів набули мутазиліти. Помер від хвороби.
- Джафар аль-Мутаваккіль (847—861) Прагнув зміцнити авторитет халіфської влади, спираючись на консервативну частину ісламського суспільства. Доклав багато зусиль при будівництві Самарри. Потіснив мутазилітів і припинив міхну. У 851 році наказав зрівняти із землею мавзолей імама Хусейна ібн Алі у м. Кербела. Під час його правління прискорився процес ослаблення халіфату. Був убитий своїми ж охоронцями в Самаррі.

## Занепад
- Мухаммад аль-Мунтасір (861—862) Прийшовши до влади, халіф аль-Мунтасір звинуватив у вбивстві і стратив візира свого батька Аль-Фатха ібн Хакана. Він добре ставився до Алідів і при ньому була скасована заборона на відвідування могили Хусейна ібн Алі в Кербелі. Він помер від болю в горлі, можливо був отруєний.
- Ахмад аль-Мустаїн (862—866) Ахмад аль-Мустаїн був обраний тюркськими командирами, які мали фактичну владу в халіфаті. При ньому спалахнули повстання Алідів в Табаристані, Реї та інших областях халіфату.
- Зубайр аль-Мутазз (866—869) Захопив владу в результаті громадянської війни проти аль-Мустаїна. За часів його правління в країні наростала криза: оплата, яку вимагали тюрки, північноафриканці і інші солдати, дорівнювала дворічному доходу від податків з усього халіфату. Всі провінції виявилися захоплені узурпаторами або місцевими командирами.
- Мухаммад аль-Мухтаді (869—870) Аль-Мухтаді різко скоротив витрати на двір. Наприкінці 869 року розгорівся конфлікт між тюркськими командирами Мусою і Саліхом.
- Ахмад аль-Мутамід (870—892) Розділив державу на західну і східну частини. Еміром західній частині призначив свого сина — Джафара, а східної свого брата — аль-Муваффака, який став фактичним правителем халіфату.
- Абдуллах аль-Мутадід (892—902) Аль-Мутадід був хоробрим і енергійним правителем. Він придушив харіджитів в Месопотамії і повернув Єгипет під владу халіфату.
- Алі аль-Муктафі (902—908) Аль-Муктафі вважають останнім з успішних багдадських халіфів. Він зумів зміцнитися на троні та повернути під владу халіфату Єгипет, проте саме при ньому стали посилюватися кармати.
- Джафар аль-Муктадір (908—929, 929—932) Аль-Муктадір був слабким правителем, який віддавав перевагу гулянкам і гаремним утіхам, при ньому Арабський халіфат перейшов до постійного занепаду, вже без підйомів. При цьому була втрачена Північна Африка, відпали Єгипет і Мосул, вирували кармати.
- Абдаллах ібн аль-Мутаззім (908) У 902 році Абдаллах ібн аль-Мутаззім залишив двір, але в смутний час, що настав після смерті аль-Муктафі, виявився втягнутим в династичну боротьбу і на один день (17 грудня 908 року) захопив халіфський престол. Проте вже наступного дня був повалений придворною гвардією на чолі з власним племінником і через кілька днів страчений.
- Мухаммад аль-Кахір (929, 932—934) Після вбивства аль-Муктадіра в 932 році змовники, побоюючись помсти з боку сина покійного, зволіли звести на трон Аль-Кахіра. Він тут же розгорнув кампанію терору. Незабаром організувався новий заколот і халіф був схоплений змовниками. Так як він відмовився добровільно зректися престолу, то його засліпили і кинули до в'язниці на 11 років.
- Ахмад ар-Раді (934—940) Реальною владою в халіфаті володів візир Ібн Раік. Ар-Раді вважають останнім «справжнім» халіфом, який реально виконував всі покладені халіфу релігійні обов'язки. Проте в цілому халіфат при ньому продовжував йти в занепад: відпали Північна Африка з частиною Сирії та Месопотамії, в Аравії владу взяли в свої руки кармати і місцеві вожді.
- Ібрагім аль-Муттакі (940—944) У державних справах аль-Муттакі цілком залежав від командування армії і не міг на них істотно впливати. За часів його правління візантійці дійшли до Нісібіна. Відбулося повстання в Васіті.
- Абдуллах аль-Мустакфі (944—946) За часів його правління на Багдад напали війська Буїдів Ахмада ібн Бувайха. Аль-Мустакфі наблизив до себе Буїдів і ті, збільшивши свій вплив, невдовзі встановили контроль над скарбницею. У 976 році Ахмад ібн Бувайх запідозрив халіфа в змові проти нього і рушив свою гвардію на палац. У результаті халіф був засліплений і позбавлений влади. Продовжилося вторгнення візантійців і русів.

## Під владоюБуїдів
- Абуль-Касім аль-Муті (946—974) Халіфу аль-Муті довелося утримувати себе за рахунок доходів з деяких залишених йому маєтків, яких ледь вистачало на те, щоб задовольняти потреби. У 974 році його розбив параліч і він зрікся престолу на користь сина ат-Таї.
- Абу Бакр ат-Таї (974—991) Подібно своєму батькові, ат-Таї злидарював і іноді був позбавлений найнеобхіднішого. Він переносив презирство і повне нерозуміння з боку шиїтських султанів. У 991 році Буїди змістили його і передали Халіфат синові аль-Муттакі, аль-Кадіру.
- Аль-Кадір (991—1031) Аль-Кадір був добрим, релігійним, милосердним і богобоязливим. Одружившись на дочці султана Баха ад-Даул, він зумів в якійсь мірі повернути загублений блиск Аббасидському халіфату.
- Аль-Каїм (1031—1075) При аль-Каїмі Ірак був завойований турками-сельджуками. Оскільки сельджуки були сунітами, положення халіфів відразу значно покращилося. Правда, світською владою сельджуцькі султани ділитися не збиралися. 1058 р правитель сельджуцької держави Тогрул I отримав від аль-Каїма інвеституру на титул султана. Сельджуки надали халіфам кошти на досить представницьке життя.

## Під владоюСельджукидів
- Абдуллах аль-Муктаді (1075—1094) У 1087 році аль-Муктаді одружився з дочкою сельджуцького султана Мелік-шаха, яка померла через два роки. У 1092 Мелік-шах прибув до Багдада, спробував позбавити влади халіфа і вислати його з міста. Однак, Мелік-шах тяжко захворів і помер, так і не встигнувши виконати свій намір. У період правління халіфа аль-Муктаді сельджуки відновили контроль над Антіохією, яку раніше Візантія відбила у мусульман. Завоювання в Індії дозволили встановити контроль над новими територіями.
- Ахмад аль-Мустазхір (1094—1118) Аль-Мустазхір був доброчесною людиною, освіченою, милосердною, справедливою. Він писав вірші і вислуховував скарги своїх підданих. При ньому в Багдаді панувало благополуччя, але в східних областях мусульманського світу почалися перші Хрестові походи.
- Аль-Мустаршид (1118—1135) У 1125 році між халіфом аль-Мустаршидом і сельджуцьким султаном Масудом відбулися військові зіткнення, в результаті чого аль-Мустаршид Біллах зазнав поразки, був полонений і висланий в одну з фортець Хамадана. Дядя Масуда, султан Санджар, попросив його звільнити аль-Мустаршида і публічно вибачитися. Масуд погодився виконати прохання дядька і тоді султан Санджар послав до халіфа своїх представників і солдатів для того, щоб ті повідомили йому про примирення. Серед солдатів була група асасинів-батінітів, яка проникла до намету халіфа. Коли охорона дізналася про це, халіф і кілька його наближених були вже вбиті, але солдатам вдалося перебити всіх вбивць.
- Абу Джафар ар-Рашид (1135—1136) Після вступу на престол, сельджуцький султан Масуд зажадав з молодого халіфа 400000 динарів, які його батько зобов'язався виплатити йому в період полону. Халіф ар-Рашид відмовився виплатити цю суму і звернувся за допомогою до еміра Мосула Імадуддіна Зангі. У цей час у Багдад приїхав Сельджукид Дауд і ар-Рашид оголосив його султаном. У результаті відносини між Масудом і халіфом ще більше погіршилися і Масуд з великою армією увійшов до Багдада. Самому халіфу довелося бігти разом з Імадуддіном Зангі в Мосул.
- Мухаммад аль-Муктафі (1136—1160) Він прийшов до влади у віці 41 року, в результаті скинення сельджуцьким султаном Масудом свого племінника ар-Рашида Біллаха. Його дружиною була сестра султана Масуда. У 1139 році Халіф аль-Муктафі Ліамріллах оголосив своїм спадкоємцем свого сина Юсуфа аль-Мустанджіда. У 1146 році був убитий фатимідський халіф аз-Захір Біллах. Халіф аль-Муктафі закликав Нуруддіна Зангі скористатися цим і зробити похід на Фатимідів, остаточно позбавивши влади цю династію. Однак у той період Нуруддін Зангі був зайнятий війною з хрестоносцями і Візантією. Встановивши контроль над Дамаском, Зангі перетворив свою державу в могутню силу.
- Юсуф аль-Мустанджід (1160—1170) Халіф аль-Мустанджід був доброчесним, справедливим і освіченим. Він писав вірші і вивчав науки, у тому числі астрономію. За часів його правління були зменшені податки і мита. У Сирії та Єгипті йшли запеклі війни між хрестоносцями і мусульманами. У зв'язку з занепадом держави Фатимідів, мусульманськими арміями командував тільки Атабек Нуруддін Зангі.
- Аль-Мустаді (1170—1180) Не володів достатньою військовою силою, щоб реально правити державою. Зберігав формальні повноваження халіфа. Аль-Мустаді знизив податки, побудував безліч мечетей і шкіл.
- Ахмад ан-Насір (1180—1225) Вів боротьбу з сельджуками і хорезмшахами.
- Аз-Захір (1225—1226) Під час правління аз-Захіра він зменшив податки і створив сильну армію.
- Аль-Мустансір (1226—1242) Побудував в Багдаді Медресе Мустансіра. Відбив атаку монголів на Багдад, а в подальшому був зайнятий посиленням армії і зміцненням фортифікацій столиці халіфату.
- Аль-Мустасім (1242—1258) Під час походу Хулагу на Халіфат аль-Мустасім нічого не зробив, а лише посилав монголам погрози і образи. У 1258 році Багдад узяли монголи, а Аль-Мустасіма стратили.